# Molí fariner dels Horts
El Molí fariner dels Horts és una obra de Llardecans (Segrià) inclosa a l'Inventari del Patrimoni Arquitectònic de Catalunya.

## Descripció
El molí fariner està situat al sud-est del nucli de Llardecans, al paratge conegut com la Vall dels Horts. Es tracta d'un molí fariner en estat mitjà de conservació. El parament és de carreus irregulars disposats de forma més o menys endreçada. Es conserva parcialment part de la sínia i la bassa està coberta completament per vegetació.
Pel que fa a l'edifici, s'ha perdut la coberta, segurament inclinada i de teula. L'obertura de la porta és rectangular i amb llinda. El parament és també de carreus de mida més o menys similar disposats en filades de forma més aviat tosca.
El pou d'entrada del molí està cobert de vegetació, igual que la sortida d'aigua. Aquesta obertura és d'arc de mig punt dovellat. També trobem vegetació al rec que porta l'aigua a la bassa.